# Mail Delivery Agent
Ein Mail Delivery Agent (MDA) ist eine Software für die Zustellung von E-Mails an die betreffenden Benutzerkonten.
Mail Delivery Agents sind neben Mail User Agents die beiden ursprünglichen Bestandteile von Systemen für E-Mail. Weil jeder Mail User Agent nur auf ein einziges Benutzerverzeichnis eines Computerbenutzers zugreifen kann, wird in Mehrbenutzersystemen ein Mail Delivery Agent mit der Zustellung beauftragt, der vom Root-Konto mit erweiterten Zugriffsrechten ausgestattet ist.
Mit dem Client-Server-Modell kamen Mail Transfer Agents und das Simple Mail Transfer Protocol hinzu. Neben diesem Netzwerkprotokoll können Mail Delivery Agents das Local Mail Transfer Protocol nutzen.
Eigenständige Implementierungen von Mail Delivery Agents werden auch einfach Mailfilter genannt:
- maildrop
- procmail
- dystill – Mailfilter mit MySQL Datenbank-Anbindung

Einige Beispiele für Software, die MDA enthalten:
- bin/mail – der MDA-Teil von Sendmail
- fdm – ein kombinierter MRA (Mail Retrieval Agent) und MDA
- smtp, local, virtual – Postfix daemons
- dovecot-lda – der MDA von Dovecot